# Son Altesse Impériale et Royale
Pour les articles homonymes, voir Altesse.
Son Altesse Impériale et Royale (en abrégé S.A.I.R. ou S.A.I. et R.) est une qualification accordée aux princes appartenant à des familles régnant ou ayant régné à la fois sur un empire et sur un royaume. 
Ce prédicat est principalement porté par les membres des maisons de Habsbourg et de Hohenzollern.